# دنیز دومون
دنیز دومون (پرتغالی: Denise Dumont؛ زادهٔ ۲۰ مارس ۱۹۵۵) بازیگر اهل برزیل است. وی بین سال‌های ۱۹۷۳ تا ۱۹۸۸ میلادی فعالیت می‌کرد.
از فیلم‌ها یا برنامه‌های تلویزیونی که وی در آن نقش داشته است می‌توان به بوسه زن عنکبوتی و روزگار رادیو اشاره کرد.